# 福田関次郎
福田 関次郎（ふくだ せきじろう、1882年（明治15年）3月18日 - 1979年（昭和54年）7月14日）は、日本の実業家、政治家。衆議院議員（通算3期）。

## 経歴
山口県出身。1904年、関西法律学校（現・関西大学）卒。朝鮮で小学校校長をした後、京都製薬所長、七寿肥料（株）社長などを務め、京都市議、京都府議を経て、1932年の第18回衆議院議員総選挙において京都1区（当時）から中立（無所属）で立候補して初当選した。以来3回連続当選。当選後の会派は第一控室を経て、立憲民政党に入った。民政党解党後は鳩山一郎率いる同交会に入り、1942年の翼賛選挙では非推薦で立候補したが落選した。
戦後の1946年の第22回衆議院議員総選挙と翌1947年の第23回衆議院議員総選挙（京都1区）に日本自由党公認で立候補したがいずれも落選し、政界から引退した。1979年死去。